# Lijst van hunebedden in Rijnland-Palts
De lijst van hunebedden in Rijnland-Palts bevat alle bekende hunebedden in de Duitse deelstaat Rijnland-Palts.

## Lijst van graven

### Bewaarde graven
| Naam                                   | Plaats       | Landkreis | Type        | Opmerkingen           | Afbeelding                           |
| -------------------------------------- | ------------ | --------- | ----------- | --------------------- | ------------------------------------ |
| Großsteingrab Bonerath („Drei Mörder“) | Bonerath     | TR        |             |                       | Großsteingrab Bonerath "Drei Mörder" |
| Großsteingrab Kruft                    | Kruft        | MYK       |             |                       |                                      |
| Großsteingrab Mayen 1                  | Mayen        | MYK       | onbekend    | ontdekt bij wegaanleg |                                      |
| Großsteingrab Schankweiler             | Schankweiler | BIT       | galeriegraf |                       |                                      |

### Verplaatste graven
| Naam                       | Plaats     | Landkreis | Type        | Opmerkingen                                                                                        | Afbeelding                 |
| -------------------------- | ---------- | --------- | ----------- | -------------------------------------------------------------------------------------------------- | -------------------------- |
| Großsteingrab Oberzeuzheim | Hachenburg | WW        | Galeriegrab | oorspronkelijk uit Hadamar-Oberzeuzheim (Hessen), verplaatst naar het Landschaftsmuseum Westerwald | Großsteingrab Oberzeuzheim |

### Vernietigde graven
| Naam                   | Plaats                           | Landkreis | Type        | Opmerkingen           | Afbeelding |
| ---------------------- | -------------------------------- | --------- | ----------- | --------------------- | ---------- |
| Großsteingrab Heimbach | Neuwied, Stadtteil Heimbach-Weis | NR        | galeriegraf |                       |            |
| Großsteingrab Mayen 2  | Mayen                            | MYK       | onbekend    | ontdekt bij wegaanleg |            |
| Großsteingrab Mayen 3  | Mayen                            | MYK       | onbekend    | ontdekt bij wegaanleg |            |